# John Stanley Plaskett
John Stanley Plaskett CBE (Woodstock (Ontário), 17 de novembro de 1865 — Victoria (Colúmbia Britânica), 17 de outubro de 1941) foi um astrônomo canadense.
Trabalhando como mecânico, foi-lhe oferecido trabalho no Departamento de Física da Universidade de Toronto, onde construiu aparelhos e assistiu demonstrações durante as aulas. Motivado desta forma matriculou-se com 30 anos de idade na universidade, estudando matemática e física. Permaneceu na universidade até 1903, pesquisando sobre fotografia colorida.
Sua carreira formal de astrônomo não iniciou antes de 1903, quando foi nomeado para a equipe do Observatório Dominion em Ottawa. Mediu velocidade radial e estudou binárias espectroscópicas. Sua formação em mecânica foi muito útil na construção de diversos instrumentos. Foi o primeiro diretor do Observatório Astrofísico Dominion em Victoria (Colúmbia Britânica), em 1917.
Seu filho Harry Hemley Plaskett foi também astrônomo, tendo igualmente recebido a Medalha de Ouro da Royal Astronomical Society, em 1963.

## Honrarias
Prêmios
- Medalha de Ouro da Royal Astronomical Society (1930)[2]
- Prêmio Rumford (1930)[3]
- Medalha Bruce (1932)[4]
- Medalha Flavelle (1932)[5]
- Medalha Henry Draper (1934)[6]
- CBE

Named after him
- NRC-HIA Plaskett Fellowship[7]
- Cratera Plaskett na lua
- Mount Plaskett[8]
- the Plaskett Medal[9]
- Asteroide 2905 Plaskett (com seu filho Harry Hemley Plaskett)
- Estrela de Plaskett
- Plaskett Place (street on which he built his home, in Esquimalt, British Columbia)